# 카사 부오나로티
카사 부오나로티(Casa Buonarroti)는 이탈리아 피렌체에 위치한 박물관이다. 본 건물은 조각가 미켈란젤로가 조카인 레오나르도 부오나로티에게 남긴 유산이었다. 이 저택은 미켈란젤로의 종손인 소 미켈란젤로 부오나로티에 의해 미켈란젤로에게 헌정된 박물관으로 전환되었다. 이곳의 소장품에는 미켈란젤로의 초기 조각품 두 점인 '계단의 성모'와 '켄타우루스 전투' 등을 포함하고 있다. 약 1만 여 점 정도 되는 소장 서류 중에는 부오나로티 가문의 기록물과 미켈란젤로의 서신 일부 그리고 그림 몇 점을 포함하고 있다. 건물 내부의 화랑에는 소 부오나로티에 의해 의뢰를 받아 아르테미시아 젠틸레스키 및 다른 17세기 초기 이탈리아 예술가들이 만든 그림들로 장식되어 있다.

## 역사
1508년 3월 3일, 교황 율리오 2세의 무덤 작업을 위해 3년 전 로마로 터전을 옮긴 미켈란젤로는 산타 크로체 성당의 바로 위쪽에 위치한, 기벨리나 거리와 산타 마리아 거리 (현재의 부오나로티 거리)의 코너 부분에 있는 건물 네 채를 사들였다. 그는 1514년 4월에 인접한 또 다른 건물 한 채를 매입했다. 이 건물 다섯 채가 후대에 카사 부오나로티의 중추가 되었다. 1516년부터 1525년까지 미켈란젤로는 그 중에서 가장 널찍한 건물 두 채에 거주했고, 나머지 세 채를 임대하였는데 이 시기에 그는 피렌체의 산 로렌초 성당 파사드 작업을 하고 있었다. 1525년에 그는 또 다른 곳으로 거처를 옮기며, 건물 다섯 곳을 모두 임대하였다.
1534년에 로마로 돌아온 뒤에, 미켈란젤로는 그의 가문의 위엄을 보여줄 궁전인 피렌체 내에 '뛰어난 저택'을 갖는 생각에 점차 빠지게 되었다. 그는 조카인 레오나르도 (1519년-1599년)에게 기벨리나 거리와 산타 마리아 거리의 코너에 있는 건물 다섯 채를 하나로 된 가문 저택으로 개조시킬 것을 반복적으로 요구하였지만, 레오나르도는 이 계획에 조금의 관심도 없었고, 미켈란젤로가 죽은 지 26년 뒤인 1590년에 부분적으로 보수 작업만을 했을 뿐이었다.
이 저택은 레오나르도의 아들들 중 한 명인 소 미켈란젤로 부오나로티 (1568년-1647년)에 의해 현재 모습을 갖추게 되었으며 그는 추가적으로 인접한 부지를 사들여 그 규모를 키웠다. 그는 여러 건축물들을 하나된 건축물로 바꾸었으며 '피아노 노빌레'에 그는 종조부와 그의 가문을 기념하기 위한 네 개 기념관을 설치하였고, 뿐만 아니라 미켈란젤로의 '켄타우루스 전투', '계단의  성모' 등을 포함한 그의 예술 소장품들을 전시하기 위한 화랑도 마련하였다. 소 미켈란젤로는 다수의 동시대 이탈리아 예술가들에게 건물 내부의 방들을 꾸며줄 것을 의뢰했고, 이 중에는 아르테미시아 젠틸레스키, 체코 브라보, 피에트로 다 코르토나, 야코포 데 엠폴리, 프란체스코 푸리니, 조반니 다 산 조반니, 도메니코 파시냐노, 오타비오 반니니, 야코포 비냘리 등이 있었다.

## 소장품 중 주요 작품
미켈란젤로
- '계단의 성모' (1491년경작)
- '켄타우루스 전투' (1492년경작)

아르테미시아 젠틸레스키
- '경향의 우화' (1615년-1616년)

### 갤러리

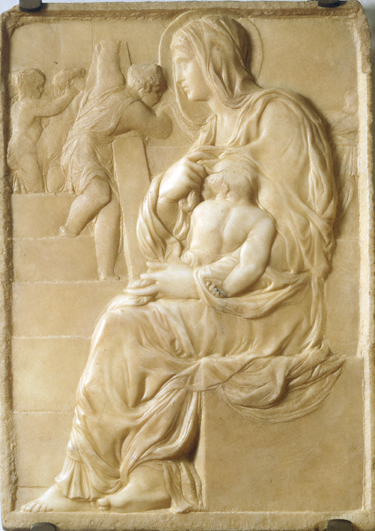
'계단의 성모'
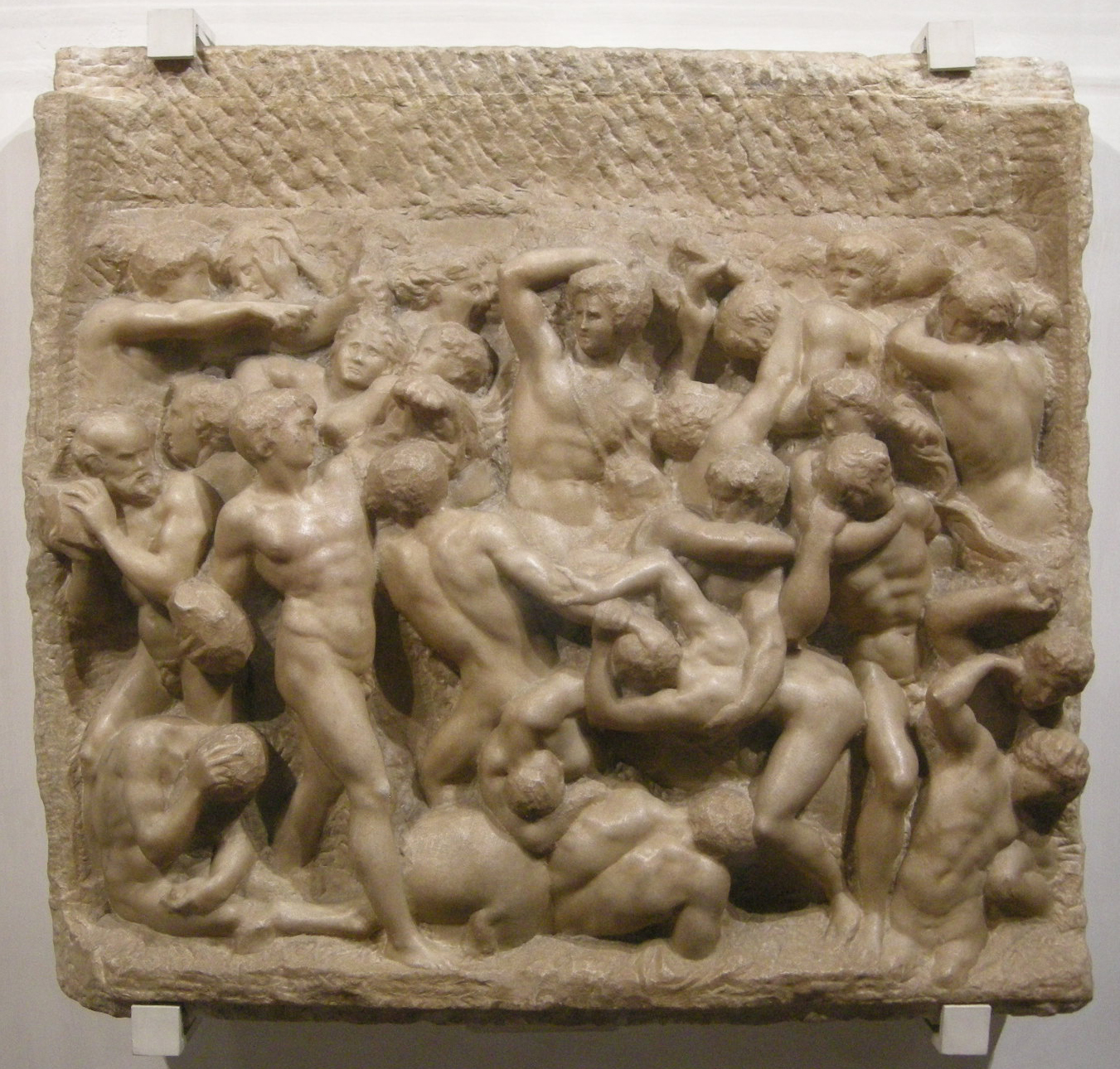
'켄타우루스 전투'
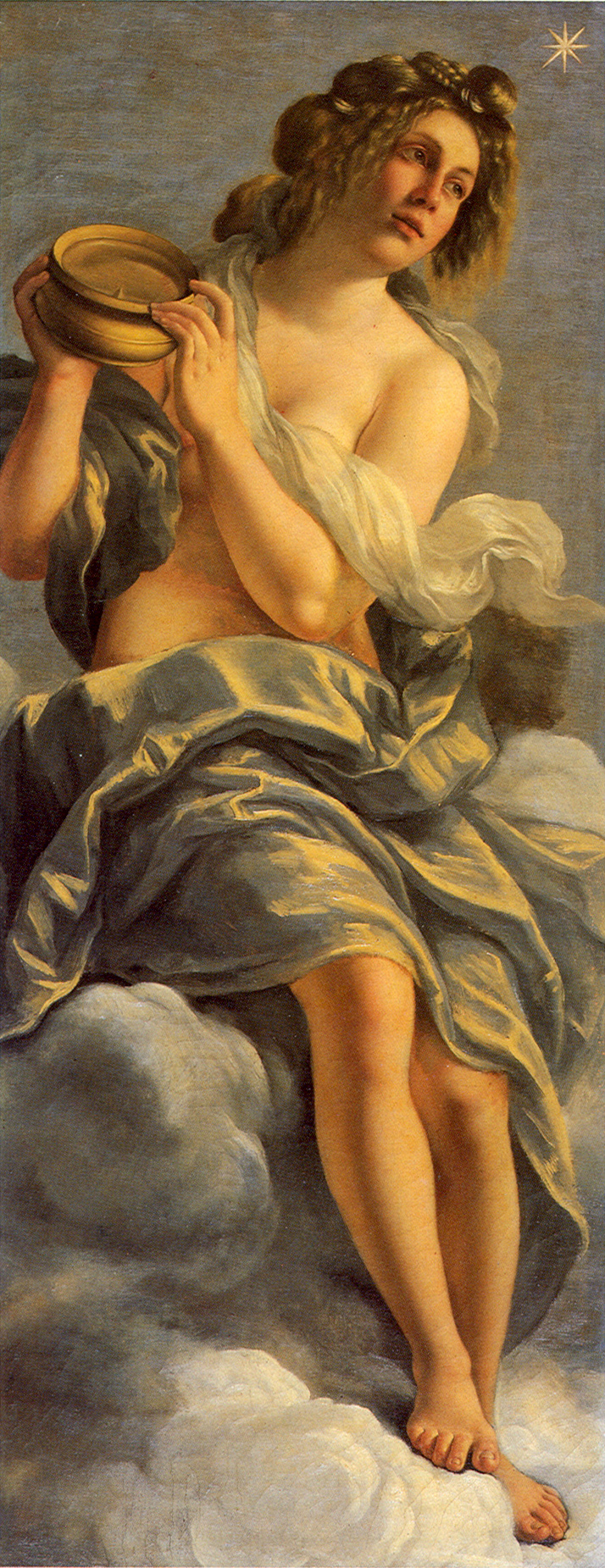
'경향의 우화'